# 남정임 여군에 가다
"남정임 여군에 가다"(Nam Jeong-im Goes to Women's Army Corps)는 한국에서 제작된 김화랑 감독의 1968년 코미디 영화이다. 남정임 등이 주연으로 출연하였고 곽정환 등이 제작에 참여하였다.

## 출연

### 주연
- 남정임
- 구봉서
- 서영춘
- 강문

## 기타
- 조명: 오영근
- 미술: 이문현